# 波羅汶
波羅汶，是臺灣新竹縣湖口鄉的一個傳統地域名稱，位於該鄉中部偏西至西部。相較於今日行政區，其範圍大致包括波羅村、湖南村西北部。
波羅汶山位於本地區西部。

## 歷史
台灣清治末期至日治初期，波羅汶地區為一街庄，稱為「波羅汶庄」，隸屬於竹北二堡。該庄北隔新豐溪支流波羅汶溪與下北勢庄為界，東隔波羅汶溪及其支流糞箕窩溪與大湖口庄為界，南邊最東側一小段與糞箕窩庄為鄰，南邊西側大段及西邊與番仔湖庄為鄰，西北邊為中崙庄。
1901年（日治明治三十四年）11月，全台廢縣廳改設二十廳，該庄隸屬於新竹廳。1909年（明治四十二年）10月，合併二十廳為十二廳，該庄隸屬不變。1920年（大正九年），廢十二廳改設五州二廳，該庄改制為「波羅汶」大字，隸屬於新竹州新竹郡湖口庄，大字下有「波羅汶」、「崩坡缺」、「南勢」小字名。
戰後湖口庄改制為湖口鄉，隸屬於新竹縣，大字亦改制為村。1950年桃、竹、苗分治，湖口鄉隸屬不變。

## 聚落
本地區發展較早的聚落為波羅汶、崩坡缺、南勢等，在日治期初期的官方地圖上已有記載。除此之外，本地區尚有王爺壟、張厝等聚落。

## 交通
國道1號又稱「中山高速公路」，是台灣西部兩條縱向高速公路之一，大致以東南東—西北西走向轉橫向蜿蜒經過波羅汶地區南部邊界地帶，並在南鄰番子湖境內設有湖口交流道，由此進入可快速前往台灣西部各地。
省道台1線又稱「縱貫公路」，是台北至屏東楓港的傳統幹道，大致以東西向轉東南東—西北西走向再轉東北—西南走向經過本地區，向東轉東北可前往老湖口、楊梅、平鎮、中壢等地，向西南可前往山崎、竹北、新竹等地。
縣道117號（八德路一段、鐵騎路、勝利路一段）是新豐埔和至香山內湖的道路，大致以東西向轉縱向經過本地區東南端，向東至老湖口轉向北再轉北北西可前往下北勢（新湖口）、福興、後湖並止於省道台15線路口，向南轉西南可前往番子湖、六家、埔頂、新竹市區等地。
鄉道竹7-1線（中山路一段、中湖路）是新湖口至中番子湖的道路，大致以北北東—南南西走向轉西北—東南走向再轉東北東—西南西走向經過本地區中部偏東地帶，向北北東可前往下北勢的新湖口聚落並止於信全街路口，向西北西可前往國道1號的湖口交流道北側。
鄉道竹7線（成功路）是新湖口至波羅汶的道路，其南側端點位於本地區西北部邊界地帶的省道台1線路口。由此向東北可前往下北勢的新湖口聚落並止於達生路路口。